# نینگبو
نینگبو (به چینی: 宁波市) یک شهر سطح زیر-استانی در جمهوری خلق چین است که در چجیانگ واقع شده‌است.

## خصوصیات
نینگبو ۹٬۸۱۶٫۲۳ کیلومترمربع مساحت و ۷٬۶۳۹٬۰۰۰ نفر جمعیت دارد و ۱۵۰ متر بالاتر از سطح دریا واقع شده‌است.

## خواهرخوانده
شهرهای آخن، آوکلند، ماسودا، شیمانه، روان (فرانسه) و ورونا خواهرخوانده‌های نینگبو هستند.